# Mare Cognitum (музыкальный проект)
Mare Cognitum — американский музыкальный проект в жанре атмосферный блэк-метал, автором и единственным участником которого является Джейкоб Бучарски (англ. Jacob Buczarski).
Проект был создан в 2011 году. Космическая тематика, которой Джейкоб восхищался с детства, стала его вдохновением при создании проекта. В качестве названия проекта использовано название на латыни одного из лунных морей — Моря Познанного. К нему же отсылает и название первого альбома The Sea Which Has Become Known.
На 2021 год Бучарски выпустил пять полноформатных альбомов. Также были записаны три сплит-альбома: два с греческим проектом Spectral Lore и один с американским Aureole, и тот и другой также являются «группами из одного человека».
Альбомы Mare Cognitum в целом положительно оцениваются критиками.
Как и многие другие сольные блэк-метал проекты, Mare Cognitum не даёт концертов. Бучарски отмечал в интервью, что ему поступали предложения сыграть на фестивалях, однако подготовка к живому выступлению потребует от него значительных усилий и в том числе пойдет в ущерб написанию новой музыки.

## Дискография
- 2011 — The Sea Which Has Become Known
- 2012 — An Extraconscious Lucidity
- 2013 — Sol (сплит с Spectral Lore)
- 2014 — Phobos Monolith
- 2016 — Resonance: Crimson Void (сплит с Aureole)
- 2016 — Luminiferous Aether
- 2020 — Wanderers: Astrology of the Nine (сплит с Spectral Lore)
- 2021 — Solar Paroxysm